# Lee Jung-youl
Lee Jung-youl, citato anche come Jung-yeol (이정열?, 李正烈?; Seul, 16 agosto 1981), è un ex calciatore sudcoreano, di ruolo difensore.

## Carriera

### Nazionale
Gioca con la selezione olimpica le Olimpiadi di Atene 2004